# Набережная улица (Улан-Удэ)
На́бережная у́лица (бур. Эрьеын уйлсэ) — улица исторической части города Улан-Удэ.
Историческое название — Набережная Уды.

## География улицы
Длина — 1260 метров. Нумерация домов с востока на запад. Улица идёт параллельно реке Уде от соединения улиц Удинской, Малостолярной и Толстого (район Батарейка) на востоке до соединения с улицами Кузнечной и Смолина на западе. Улица односторонней застройки по северной стороне, лишь у транспортной развязки ниже Удинского моста на южной стороне построен ресторанный комплекс, нарушивший облик исторической части города; он занимает вдоль улицы около 150 метров. Между берегом реки Уды и дорожным полотном улицы проложена асфальтированная пешеходная Удинская набережная, переходящая в западном конце в Селенгинскую набережную.

## История улицы

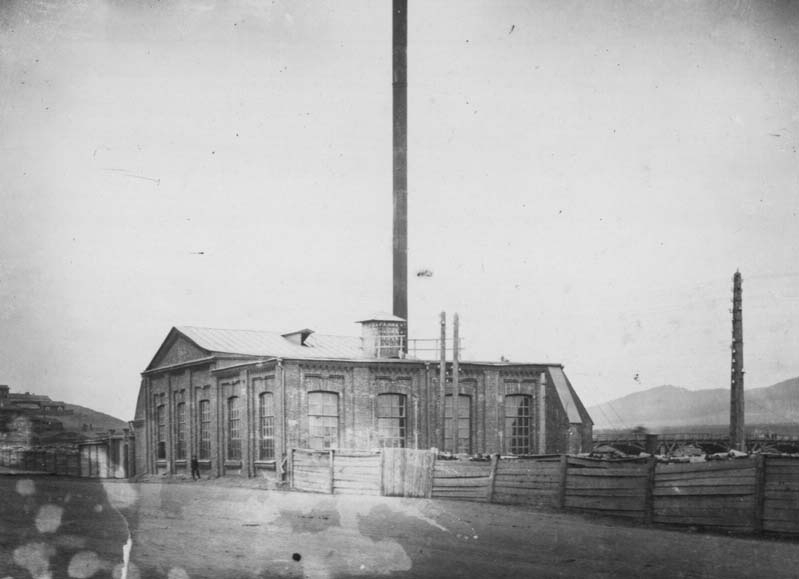
Верхнеудинская городская электростанция.
Ул. Набережная, 1-8.
Фотография 1925 года.

В 1741 году началось строительство Одигитриевского собора. Соборная площадь южной стороной выходила на Набережную улицу.
В 1819 году верхнеудинским купцом Митрофаном Курбатовым был сооружён мост через реку Уду — «на карабазах деревянный мост», просуществовавший до конца 1830-х годов.

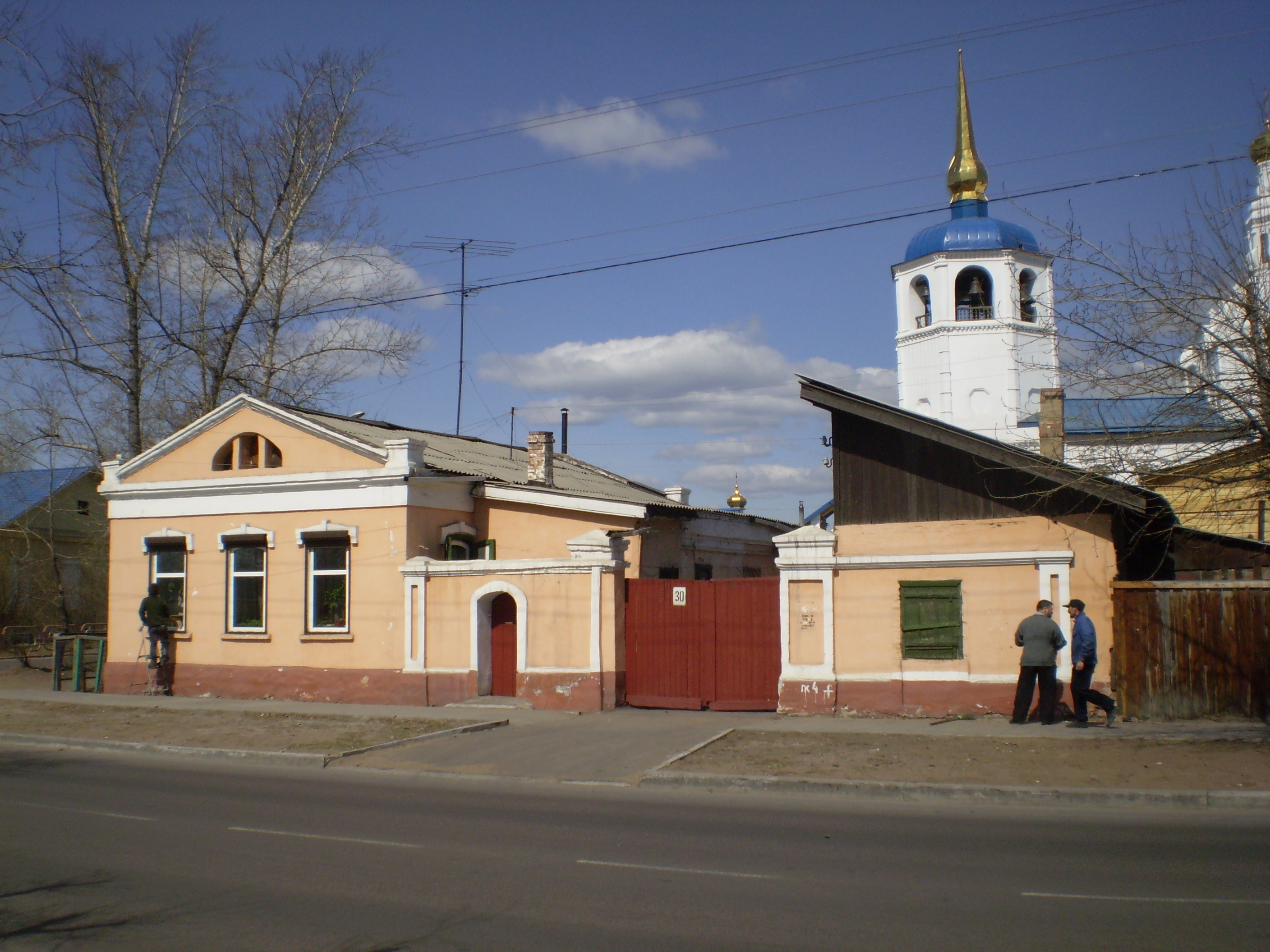
Дом священника Одигитриевского собора. Ул. Набережная 30.

Каменный дом по адресу Набережная, 30 принадлежал священнику Одигитриевского собора. Дом пострадал от пожара 10 июня 1878 года. 23 июля 1879 года Городская дума разрешила провести ограду собора по границе усадьбы по Набережной, 30. Усадьба по адресу Набережная, 28 принадлежала наследникам протоиерея Михаила Касаткина. Все постройки усадьбы сгорели во время пожара 10 июня 1878 года. Новым владельцем стала жена коллежского советника Анна Михайловна Куркина, построившая дом с мезонином по проекту отставного коллежского регистратора Николая Августовича Паува от 28 апреля 1879 года. Дом представляет собой развитый образец жилища состоятельного горожанина. Предусмотрено деление дома на парадную и вспомогательную части. Фундамент из бутового камня. Строение из брёвен диаметром 28 см, рубленных «в лапу». Имея скромно оформленный фасад, украшен прекрасной работы наличниками с высокой лобанью, завершенными барочными резными волютами. Мезонин имеет один выход на балкон, другой на открытую дворовую террасу.

Улица была одной из самых грязных в городе. Верхнеудинский краевед Н. В. Паршин писал:
Набережная по существу своему, должна была быть самым приятным местом для прогулки. …Не знаю, с какой целью заваливают берега Селенги разной дрянью. …Такой же несчастной участи подвергнут и берег Уды
По проекту иркутского мещанина Григория Бобровникова 1884 года рядом был построен одноэтажный дом для другого владельца усадьбы — потомственной дворянки Анны Ивановны Кобылинской.
В 1905 году на Набережной была построена первая в Верхнеудинске электростанция, здание которой не сохранилось. Она находилась рядом с мостом через Уду. Летом по реке сплавляли лес, и близ электростанции находился дровяной склад.
В 1906 году построен деревянный 9-пролётный мост арочного типа через Уду. Проект моста бесплатно разработал инженер Ю. Н. Эбергардт.
9 июля 1924 года открылась вторая в Верхнеудинске государственная паровая мельница. Она находилась на углу Ленинской и Набережной (современный адрес ул. Ленина, 1). Ранее принадлежала Авдоновичу.
До 1928 года Набережная улица проходила по обоим берегам Уды. Постановлением № 86 от 16 января 1928 года Верхнеудинский городской совет рабочих и красноармейских депутатов переименовал Заудинскую часть Набережной улицы в Мостовую улицу.
Летом 1938 года во время сильного паводка на Уде был разрушен лесосклад. Огромное количество древесины снесло к мосту, который пришлось взорвать. Новый мост построили зимой 1940—1941 годов, который был снесён первым же ледоходом. В 1944 году мост был отстроен заново. В 1955 году было начато строительство железобетонного моста по проекту Н. Я. Ярцева и Ш. А. Клеймана.

## Объекты культурного наследия

### Памятники архитектуры

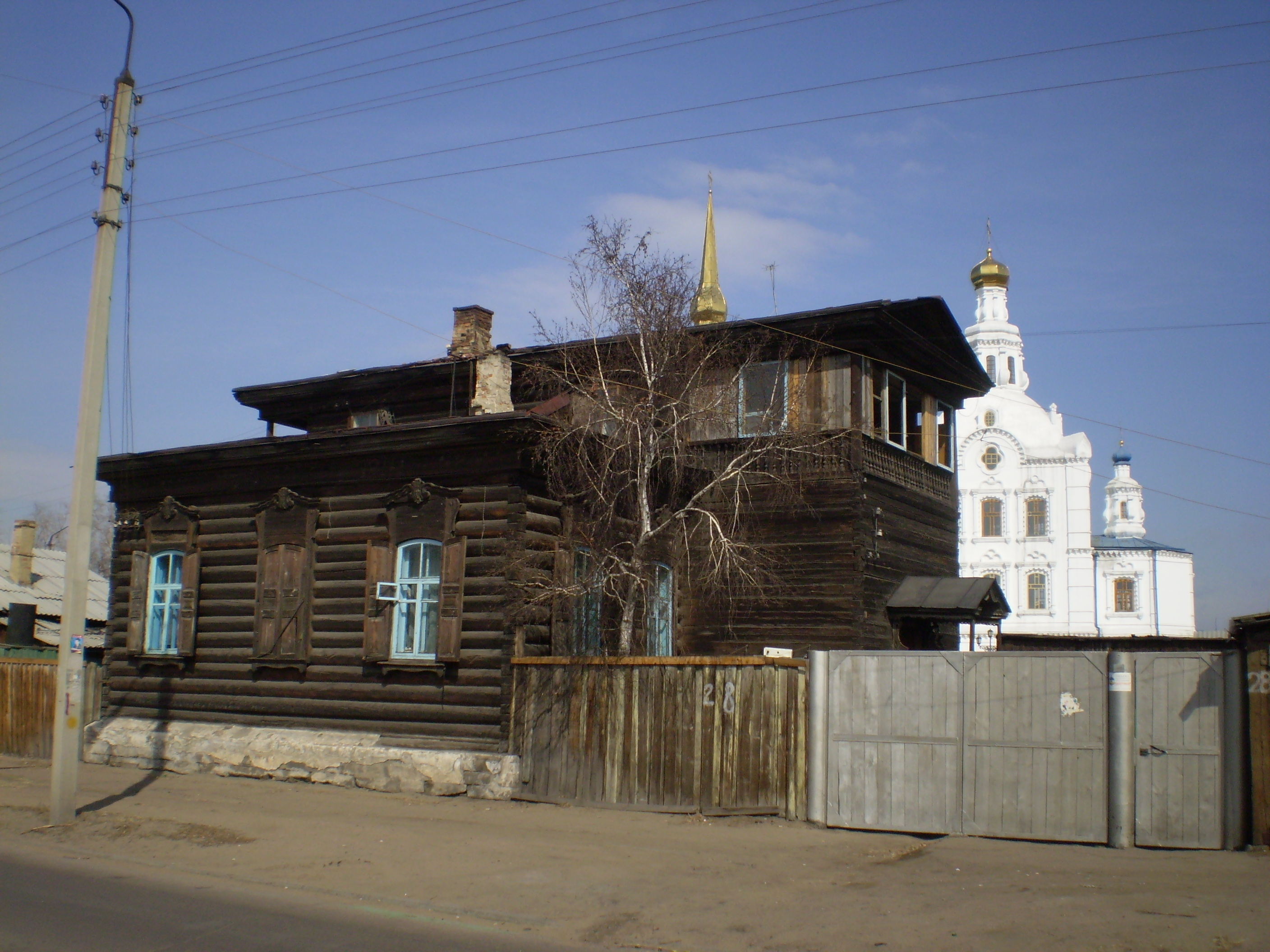
Ул. Набережная, 28. На заднем плане — Одигитриевский собор.

На улице находятся памятники архитектуры:
- Двухэтажный жилой дом. Набережная ул., 28
- Амбар деревянный. Набережная ул., 28

### Памятники истории
- Дом верхнеудинского купца II гильдии Абрама Давыдовича Рейфовича, в котором во время революции 1905 года размещалась типография и редакция газеты «Верхнеудинский листок» (Набережная ул., 26).